# 川合将明
川合 将明（かわい まさあき）は、日本の作曲家。

## 来歴
大学卒業後、1989年にゲーム会社の日本ファルコムへ入社。『ドラゴンスレイヤー英雄伝説』、『ダイナソア』などの作曲に携わる。
日本ファルコムに2年ほど勤務後、フリーランスとなり、主にゲームの作曲や企業PR用のCD-ROM曲の作成などで幅広く活動、現在はシンセサイザー開発の仕事を担当している。
以前はバンド、ユニット活動中心であったが、現在は自身で作詞、作曲、編曲、打ち込み、キーボード演奏、歌唱する等のマルチプレイヤーである。

## 携わった作品
- 日本ファルコム時代
  - Wonderers from Ys（X68000版にのみ追加の5曲担当）
  - ダイナソア（PC-8801版）
  - ドラゴンスレイヤー英雄伝説（PC-8801版）
  - アドバンスド・ロードモナーク
- フリーランス時代
  - ダンスユニット「D.N.A」編曲
  - アイドルグループ「C-Zone」編曲
  - デジキャラットCDBox　リアレンジ曲　編曲